# Segundo Consistório Ordinário Público de 1891

## Cardeais Eleitores
| Nº                 | País               | Nome                     | Idade              | Cargo                                                        | Título ou Diaconia                               |
| Cardeais eleitores | Cardeais eleitores | Cardeais eleitores       | Cardeais eleitores | Cardeais eleitores                                           | Cardeais eleitores                               |
| ------------------ | ------------------ | ------------------------ | ------------------ | ------------------------------------------------------------ | ------------------------------------------------ |
| 1                  | Itália             | Fulco Luigi Ruffo-Scilla | 51                 | Camerlengo do Sacro Colégio dos Cardeais                     | Cardeal-presbítero de Santa Maria na Traspontina |
| 2                  | Itália             | Luigi Sepiacci, O.S.A.   | 56                 | secretário da Sagrada Congregação para os Bispos e Regulares | Cardeal-presbítero de Santa Priscila             |

## Link Externo
- «Catholic Hierarchy» (em inglês)